# Кооперативна вулиця (Харків)
Кооперати́вна вулиця — вулиця в центрі Харкова, в Основ'янському адміністративному районі. Довжина 0,650 км. Починається від Університетської вулиці, йде на схід і долучається до проспекту Героїв Харкова перед Харківським мостом. Кооперативну вулицю перетинають Лопатинський, Троїцький, Плетнівський і Подільський провулки. По короткому відрізку вулиці проходить автошлях М 18, який тут починається і йде далі Подільським провулком.

## Історія і назва
Місцевість «Поділ» почала забудовуватись при самому початку виникнення Харкова. Появу нинішньої Кооперативної вулиці відносять до XVII століття. У 1804 р. вулиці офіційно була присвоєна назва «Сінна», оскільки тут, біля Торгової площі, продавали сіно. Взагалі, на вулиці велася жвава торгівля. У 1820—1830-ті роки з'явилися ряди рибних крамниць, у зв'язку з чим у 1869 р. Сінна вулиця отримала нову назву — «Рибна». В середині XIX ст. на вулиці почали зводити кам'яні будинки, а дорогу забрукували. З початку XX ст. будуються Волзько-Камський банк, Товариство взаємного кредиту дрібних промисловців. За радянських часів, у 1936 р. (за іншими даними — 3 липня 1923 р.) Рибній вулиці присвоїли назву «Кооперативна», оскільки на ній розташовувалося багато торгово-кооперативних будівель, а в будинку № 10 знаходилося правління Центрального робітничого кооперативу (Церабкоопу). З 15 грудня 1936 р. по 2 жовтня 1945 р. носила ім'я Лаврентія Берії. В роки німецької окупації рішенням Міськуправи від 7 вересня 1942 р. називалася Рибна. 15 липня 1953 р., по смерті Сталіна, вулиці повернули сучасну назву — Кооперативна.

## Будинки

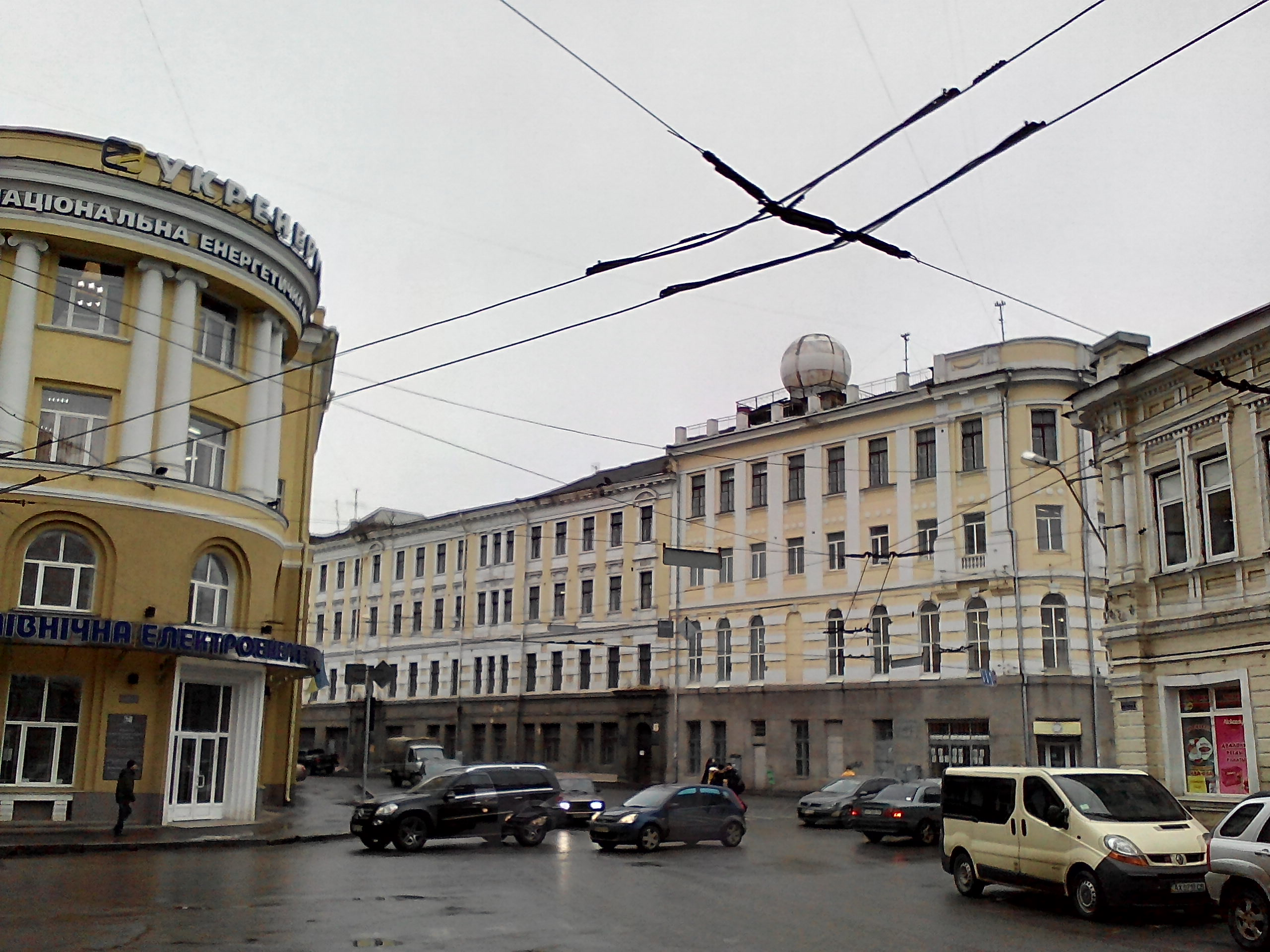
Ліворуч — будівля Укренерго, праворуч — гідрометеорологічний технікум

- Буд. № 6/8 — пам'ятка архітектури Харкова, охорон. № 328, 1908—1911 рр., арх. М. А. Бабкін.
- Буд. № 7 — Харківський коледж Державного університету телекомунікацій.
- Буд. № 8 — Колишній будинок купця 3-ї гільдії Миколи Петренка і заїжджий двір.[2]

- Буд. № 10 — пам'ятка архітектури Харкова, охорон. № 329. Будівля Товариства взаємного кредиту дрібних промисловців, побудована в 1915 р. Нині це Харківський гідрометеорологічний технікум. В. Тимофієнко називає автором архітектора І. І. Загоскіна[3].
- Буд. № 12 — Будівля Інспекції Держенергонагляду у Харківській області.[4] 4-поверхова будівля побудована у 1930-ті роки, архітектор Д. Р. Торубаров. Частково надбудована у 60-ті роки до 5 поверхів.
- Буд. № 13 — Харківська обласна універсальна наукова бібліотека.
- Буд. № 24, 26 — пам'ятка архітектури Харкова, охорон. № 347. Колишній будинок купця 3-ї гільдії Івана Ващенкова, арх. А. А. Тон, 1840-ві роки[5]. Нині житлові будинки.